# Donald Watson
Donald Watson (Mexborough, 2 settembre 1910 – Keswick, 16 novembre 2005) è stato un attivista britannico per i diritti degli animali, pioniere del veganismo moderno e co-fondatore della Vegan Society.

## Biografia
Donald Watson nacque a Mexborough, nel Yorkshire Meridionale, il 2 settembre 1910, figlio di un dirigente scolastico di una comunità mineraria. Compì gli studi presso la locale Pit Street School, trascorrendo i primi anni della sua giovinezza nella fattoria dello zio George, dove fu a stretto contatto con diverse specie di animali. Nel 1924, all'età di quattordici anni, dopo essere stato testimone della macellazione di un maiale, cominciò a rivalutare il proprio consumo di carne e decise di diventare vegetariano.
Egli dichiarò in tal proposito: 
A quindici anni, dopo aver abbandonato la Mexborough Grammar School, trovò lavoro come apprendista presso una ditta di famiglia che si occupava di falegnameria, diventando insegnante quando ne aveva venti. Esercitò tale professione a Leicester, dove svolse anche un ruolo fondamentale nella locale Vegetarian Society con l'incarico di segretario.
Negli anni '40, Watson (che era astemio, non fumava e non entrava in contatto con cibi o sostanze che considerava tossine), una volta compreso che anche la produzione di alimenti lattiero-caseari e avicoli era amorale, diventò vegano, asserendo la preoccupazione etica nei confronti degli animali senzienti:
I critici tuttavia obiettarono che non sarebbe vissuto a lungo con il regime alimentare proposto. Il 1º novembre 1944 fondò a Leicester, assieme alla futura moglie Dorothy Morgan (un'insegnante di scuola elementare) e a quattro amici - tra cui Elsie Shrigley, G. A. Henderson e sua moglie Fay K. Henderson - la Vegan Society, dopo che la Vegetarian Society di Londra disapprovò l'iniziativa (dettata, secondo i membri dell'organizzazione, dall'esigenza di non contribuire allo sfruttamento delle mucche e all'uccisione dei vitelli) di escludere i latticini e le uova dai prodotti considerati vegetariani, ritenuta come estrema e antisociale. Tuttavia, Watson rimase comunque membro della suddetta associazione per continuare a rimanere in contatto con il suo movimento. Per dare un nuovo nome alla scelta che rispecchia le profonde e radicate convinzioni etiche, il termine «vegan» fu coniato, sempre assieme a Dorothy e alla Shrigley, prendendo le prime tre e le ultime due lettere della parola «vegetarian».
Nello stesso anno, Watson e la Vegan Society lanciarono la prima edizione della rivista trimestrale The Vegan News, dove scrisse i testi in cui furono spiegate le ragioni della scissione; lo scritto si concludeva con un motteggio satirico: "Dammi da bere un whisky, ho sete". "Dovresti bere latte, il latte fa buon sangue". "Ma io non sono assetato di sangue". Per due anni diresse la pubblicazione per proprio conto, scrivendo e duplicando la newsletter e rispondendo alla crescente quantità di corrispondenza. Si impegnò attivamente soprattutto nella diffusione della filosofia «vegan» per opporsi a qualsiasi danno nei confronti di esseri viventi. Pacifista convinto, durante la seconda guerra mondiale si dichiarò obiettore di coscienza assieme a suo fratello e sua sorella (anch'essi vegani), riuscendo così a sottrarsi dall'arruolamento di leva.
Nel dicembre 1946 convolò a nozze con Dorothy Morgan a Bangor, nel Galles Settentrionale, e la coppia si stabilì a Keswick, nella Cumbria, dove ebbe l'unica figlia Janet. Per ventitré anni Watson continuò ad insegnare falegnameria, per poi spostarsi con la propria famiglia a Lake District; lì visse dedicandosi per molti anni al mestiere di guida escursionistica. Altre attività ricreative che svolse includevano l'orticoltura biologica, il ciclismo, la fotografia e suonare il violino. Pur non sostenendo alcun partito, mostrò tuttavia un vivo interesse per vari argomenti politici.
Sua moglie Dorothy morì intorno al 1994, circa dieci anni prima della morte del marito avvenuta il 16 novembre 2005 all'età di novantacinque anni per cause naturali. Nonostante il suo dichiarato agnosticismo, Watson fu sepolto dodici giorni dopo nel cimitero della chiesa anglicana di St. Kentigern del villaggio di Crosthwaite, accanto a dove riposa la sua ex-moglie.

## Commemorazione
Il 1º novembre del 2019, in suo onore viene presentata, presso la New Pastures Primary School di Mexborough (la stessa scuola frequentata da Watson), una targa blu in occasione del settantacinquesimo anniversario della fondazione della Vegan Society, allestita dalla Mexborough and District Heritage Society ed esposta dal dottor Tim Cook, nipote del fondatore. Nel marzo 2024 viene persino collocato all'Evesham Road di Leicester un pannello commemorativo per celebrare Watson e contemporaneamente riconoscere la città come patria del veganismo.